# 马厂酥笏牌
马厂酥笏牌是产于安徽全椒县马厂的一种地方特产小吃。因其形状象古代大臣上朝时用的笏牌，故有此名。
它是明朝开国功臣、兵部尚书、全椒人乐韶凤所创。乐韶凤为向朱元璋辞官，又怕被朱元璋怀疑，惹来杀身之祸，特制作酥笏牌请朱元璋品尝，朱元璋看其形状如同早朝所用的象牙笏牌，感其良苦用心遂准其回乡告老，得以善终。上世纪五十年代，马厂镇酥笏牌传人曾为毛泽东祝寿，制作酥笏牌寄到北京，受到复函称赞。

## 制作方法
用面粉、鹅油或鸭油制作油酥，反复揉和，对折五次以上，制成长条型，撒上熟芝麻入炉以炭火闷透，再利用炉热熏烤。其风味主要取决于于油酥的品质和火候的控制。由于制成后一触即碎，运输困难，所以少为外人所知。
酥笏牌的制作非常讲究，将油酥和面团揉和，反复折叠，擀成24层，形成 长约16厘米，宽约6厘米的底坯，撒上芝麻入炉以文火闷透。和出的麦面要反复揉搓，加上菜油，擀制成薄片，薄片越薄越好，这样折叠起来，可以折叠成多层，烘烤出的笏牌非常酥脆。技术精湛的师傅擀出的面片薄如蝉翼，近乎透明，蒙在眼睛上，可以看到走动的人影。然后将这薄面片反复折叠成正方块或长方块，撒上芝麻，进行烘烤。烘烤的火候也是十分讲究的，开始用大火蒸干水分，然后用小火慢烤，最后用文火慢慢地熏，往往要用3个多小时（或用余火熏烤过夜）才能烤出一炉。启炉香气扑鼻，放入茶盘，以手指在两头一按，即碎为八块。
正宗的马厂酥笏牌只有马厂中学附近几位老铺师傅懂得制作，2001年以后，最出名的几位师傅（蔡姓、杜姓）相继离世，当地县政府招募工匠并投资设厂，试图进行较大规模的产业化生产。目前产量在每年1万箱左右，约20万只。综合当地人怀旧以及工艺原因，普遍反映口感不如以前，尤其体现在脆度和外形上。